# Николаевское (Вышневолоцкий район)
Николаевское — деревня в Вышневолоцком городском округе Тверской области.

## География
Находится в центральной части Тверской области на расстоянии приблизительно 28 км по прямой на восток-северо-восток от города Вышний Волочёк.

## История
Была отмечена еще на карте 1825 года. В 1859 году здесь (деревня Вышневолоцкого уезда) был учтен 1 двор. До 2019 года входила в состав ныне упразднённого Овсищенского сельского поселения Вышневолоцкого муниципального района.

## Население
Численность населения составляла 52 человека (1859 год), 4 (русские 100 %) в 2002 году, 1 в 2010.